# Каролинишкес

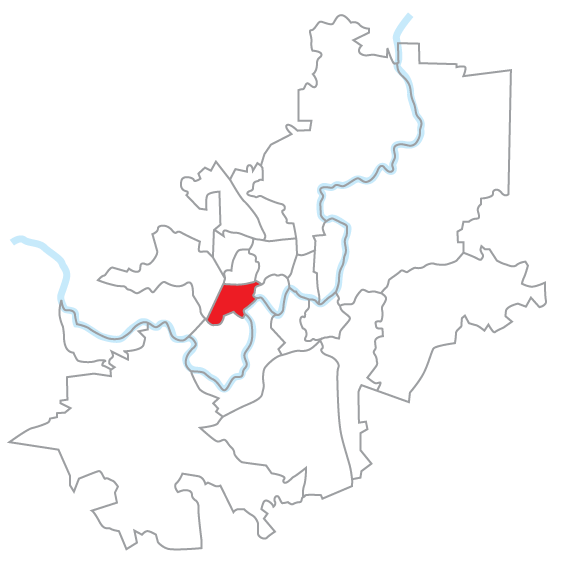
Сянюния Каролинишкес

 Кароли́нишкес (Кароли́нишки, лит. Karoliniškės, пол. Karolinka) — район города Вильнюса, представляющий собой группу из пяти микрорайонов и занимающий примерно 4 км² — 1,0 % всего города. Построен в 1971—1976 годах. В районе проживают 31 200 жителей.
Район относится к одноимённому староству (лит. seniūnija) Каролинишкес.

## Общая характеристика

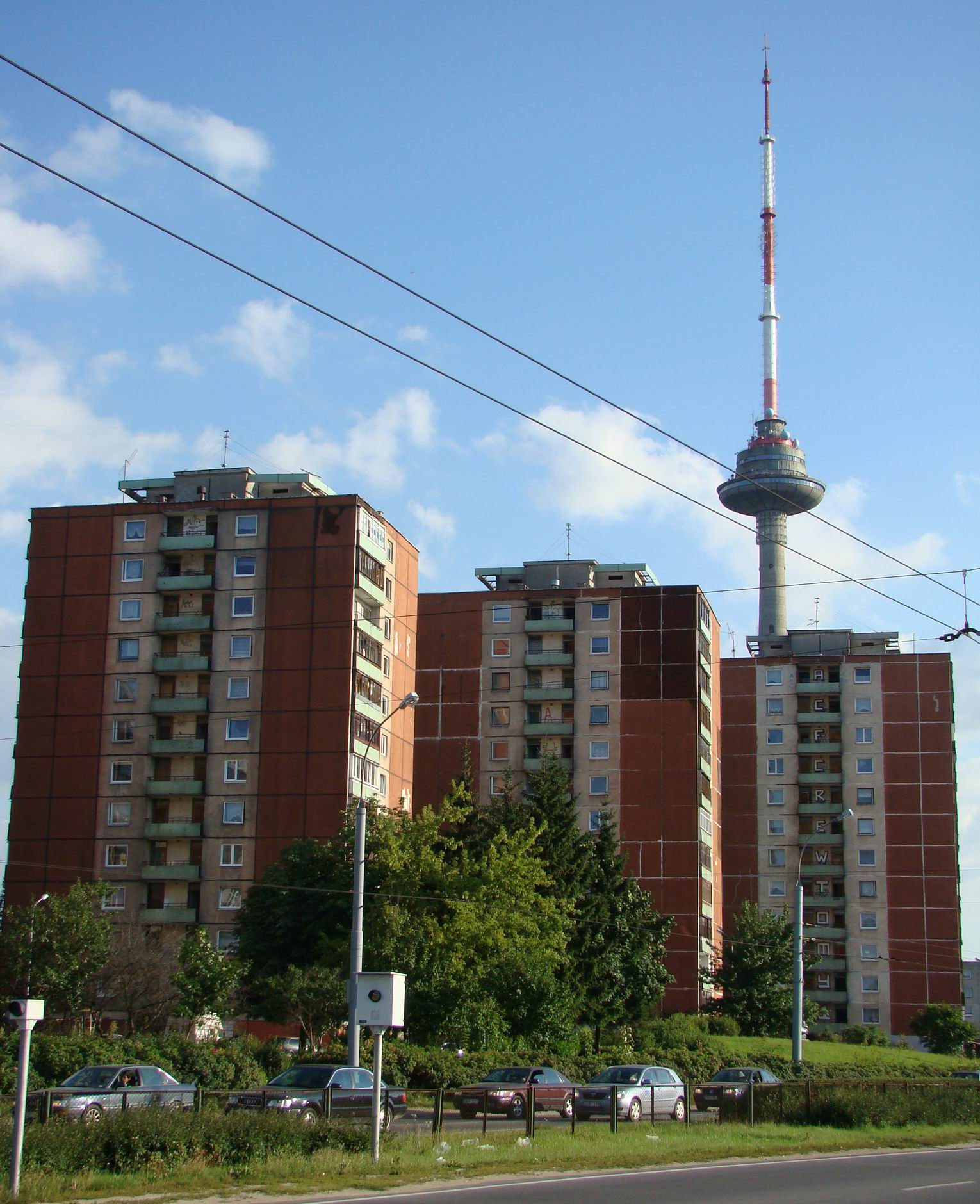
Многоэтажные дома и телебашня

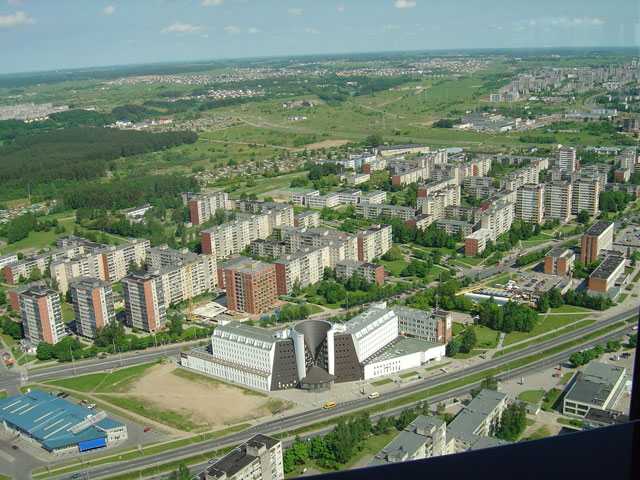
Вид Каролинишкес с телевизионной башни

Район находится в северо-западной части города, на правом берегу реки Нярис. На севере граничит с районом Виршулишкес, на юге — с районом Лаздинай («стержнем» этих районов является проспект Лайсвес (ранее проспект Космонавтов), второй по длине в городе). С западной стороны располагается район Пилайте.
В районе расположено самое высокое строение в Литве — Вильнюсская телевизионная башня (326,5 м).
Основную массу застройки района составляют многоквартирные жилые дома по 5, 9 и 12 этажей. Дома по 5 и 9 этажей соединены в корпуса.
На территории района располагается часть «Парка сказок» (лит. Pasakų parkas) — парка, в основном состоящего из лесного массива, сохранённого при постройке района (в парке располагаются деревянные скульптуры сказочных персонажей). Другая часть Парка расположена в районе Лаздинай.

## Инфраструктура
В районе находятся 5 гимназий (1 русская — гимназия имени В. Качалова), 2 прогимназии, 10 детских садов и одна поликлиника. Здесь также располагаются Дом Печати, 2-й троллейбусный парк, несколько торговых центров (ранее, «нанизанные» на проспект Космонавтов (лит. Kosmonautų pr.), они носили «космические» названия: «Меркурий», «Комета», «Сатурн»).

## История
Первые жилые массивы района были заложены в 1971 году. Ранее на месте района располагалась деревня Каролинишкес (Каролинки), которая и дала название строящемуся району.
11—13 января 1991 года Каролинишкес стал одним из центров «вильнюсских событий» (вооруженные захваты стратегических объектов советскими войсками). 8 улиц района названы в честь погибших при захвате телебашни.